# Eleição municipal de Teixeira de Freitas em 2024
A eleição municipal da cidade brasileira de Teixeira de Freitas ocorrerá em 6 de outubro de 2024 para eleger um prefeito, um vice-prefeito e 19 vereadores que serão responsáveis pela administração da cidade baiana no mandato a se iniciar em 1° de janeiro de 2025 e com término em 31 de dezembro de 2028. O prefeito titular é Marcelo Belitardo, do UNIÃO. Pela legislação eleitoral, Marcelo está apto para disputar a reeleição.

## Calendário eleitoral
| Início        | Fim           | Atividades | Status    |
| ------------- | ------------- | --- | --------- |
| 7 de março    | 5 de abril    | Janela partidária para vereadores trocarem de partido visando concorrer às eleições sem perder o mandato. | Realizado |
| 6 de abril    | 6 de abril    | Data-limite para todas as legendas e federações partidárias obterem o registro dos estatutos no TSE e para todos os candidatos terem domicílio eleitoral na circunscrição em que desejam disputar as eleições com a filiação deferida pelo partido. | Realizado |
| 15 de maio    | 15 de maio    | Início da campanha de arrecadação prévia de recursos na modalidade de financiamento coletivo para pré-candidatos, sem realização de pedidos de voto e obedecendo a regras relativas à propaganda eleitoral na Internet.                             | Realizado |
| 20 de julho   | 5 de agosto   | Realização de convenções partidárias para deliberar sobre coligações e escolher candidatos às prefeituras e aos cargos de vereador. Os partidos têm até 15 de agosto para registrar os nomes na Justiça Eleitoral.                                  | Realizado |
| 16 de agosto  | 16 de agosto  | Início das campanhas eleitorais de forma igualitária, podendo qualquer publicidade ou manifestação com pedido explícito de voto antes da data ser considerada irregular e multada.                                                                  | Realizado |
| 30 de agosto  | 3 de outubro  | Veiculação da propaganda eleitoral gratuita no rádio e na televisão. | Realizado |
| 6 de outubro  | 6 de outubro  | Realização do primeiro turno das eleições municipais. | Realizado |
| 11 de outubro | 25 de outubro | Veiculação da propaganda eleitoral gratuita no rádio e na televisão para o segundo turno. | Realizado |
| 27 de outubro | 27 de outubro | Realização de um eventual segundo turno nas cidades com mais de 200 mil eleitores em que o candidato a prefeito mais votado não tenha atingido a metade mais um dos votos válidos.                                                                  | Realizado |

## Candidatos à prefeitura
| Nº | Prefeito(a)              | Prefeito(a)       | Prefeito(a)                                             | Vice-prefeito(a) | Vice-prefeito(a)      | Vice-prefeito(a)  | Coligação Partido(s) | Ref.                       |
| Nº | Candidato(a)             | Partido Federação | Cargo atual (ou último cargo mais relevante)            | Candidato(a)     | Candidato(a)          | Partido Federação | Coligação Partido(s) | Ref.                       |
| -- | ------------------------ | ----------------- | ------------------------------------------------------- | ---------------- | --------------------- | ----------------- | --- | -------------------------- |
| 11 | Rafael Lemos             | PP                |                                                         |                  | Rodrigo Esteves       | PP                | Sem coligação | [ 4 ] [ 5 ]                |
| 15 | Uldurico Júnior          | MDB               | Diretor-geral da AGERSA                                 |                  | Thomaz Andrade        | PT FE Brasil      | Teixeira de Freitas Nasceu Para Ser Grande MDB, PODE, PRTB, Mobiliza, PSB, Fed. PSDB Cidadania (PSDB, Cidadania), FE Brasil (PT, PCdoB e PV), Avante e Agir | [ 6 ] [ 7 ]                |
| 22 | Coronel França           | PL                | Tenente-coronel da Polícia Militar da Bahia             |                  | Creusa Enfermeira     | PL                | Teixeira Pode Muito Mais Republicanos, PL e PMB | [ 8 ] [ 5 ] [ 9 ]          |
| 44 | Doutor Marcelo Belitardo | UNIÃO             | Prefeito de Teixeira de Freitas (2021-atual)            |                  | Mateus Guerra         | UNIÃO             | Teixeira no Caminho Certo PDT, PRD, DC, UNIÃO e Solidariedade                                                                                               | [ 10 ] [ 7 ]               |
| 55 | Eujácio Dantas           | PSD               | Ex-Secretário Municipal de Saúde de Teixeira de Freitas |                  | Coronel Sérgio Barros | PSD               | Sem coligação | [ 11 ] [ 5 ] [ 12 ] [ 13 ] |

## Resultados

### Prefeito
Fonte:
| Candidato a Prefeito             | Candidato a Vice-Prefeito   | Votos  | Porcentagem |
| -------------------------------- | --------------------------- | ------ | ----------- |
| Doutor Marcelo Belitardo (UNIÃO) | Mateus Guerra (UNIÃO)       | 51.156 | 64,27%      |
| Uldurico Junior (MDB)            | Thomaz Andrade (PT)         | 18.130 | 22,78%      |
| Eujácio Dantas (PSD)             | Coronel Sérgio Barros (PSD) | 4.960  | 6,23%       |
| Coronel França (PL)              | Creusa Enfermeira (PL)      | 3.881  | 4,23%       |
| Rafael Lemos (PP)                | Rodrigo Esteves (PP)        | 1.473  | 1,85%       |
| Votos brancos                    | Votos brancos               | 1.370  | 1.370       |
| Votos nulos                      | Votos nulos                 | 2.900  | 2.900       |